# 大谷幸四郎
大谷 幸四郎（おおたに こうしろう、1872年8月23日（明治5年7月20日） - 1937年（昭和12年）6月24日）は、日本の海軍軍人。最終階級は海軍中将。

## 経歴
高知県出身。大谷猪太郎の二男として生まれ、大谷彦左衛門の養子となる。高知県尋常中学海南学校を経て、1896年（明治29年）12月、海軍兵学校（23期）を卒業し、1898年（明治31年）1月、少尉任官。日露戦争には、第16艇隊艇長、第21艇隊艇長、第19艇隊艇長として参戦した。
以後、「雷」駆逐艦長、「如月」駆逐艦長、佐世保鎮守府副官、「千早」水雷長を歴任。1906年（明治39年）9月、海軍少佐に昇進。同年11月、第5艇隊司令兼7艇隊司令に発令され、「出雲」水雷長、第2艇隊司令、海軍教育本部出仕、「鞍馬」水雷長などを務めた。少佐時代に『動的発射論（敵の進路、速力の誤差により生ずる偏差及びこれに関する意見）』と題する論文を発表し海軍水雷術の発展に貢献した。
1911年（明治44年）12月、海軍中佐に進級し「筑摩」副長に就任。以後、第2艦隊副官兼参謀、第7駆逐隊司令、第11駆逐隊司令などを歴任。1915年（大正4年）12月、「春日」艦長に発令された。さらに、「敷島」「須磨」「鹿島」「扶桑」の各艦長などを歴任し、1920年（大正9年）12月、海軍少将に進級。
さらに、第3水雷戦隊司令官、第1水雷戦隊司令官、大湊要港部司令官、海軍水雷学校長などを経て、1924年（大正13年）12月、海軍中将となり、海軍大学校長、舞鶴要港部司令官、第2艦隊司令長官、呉鎮守府司令長官を歴任し、1930年（昭和5年）6月、予備役に編入された。

## 海大校長
大谷は海軍大学校甲種学生課程を経ていない異色の海大校長であった。水雷戦術の大家であり、艦隊勤務を重視していた大谷は｢海軍大学校を出ても役に立たぬ｣と公言していた。
しかし実際に着任してからは認識を改めている。海大の教官を務めた福田良三は、「海大の教育は思索と瞬間的判断の訓練が行われ、的確な状況判断とそれを断行する勇気を身につけさせるのが趣旨で、海大を出たらすぐに役立つ教育をしていたわけではないことが理解されたからではないか」と述べている。なお大谷は図上演習の指揮官役で、経験から培った優れた判断を示し学生達を感心させている。

## 栄典
位階
- 1898年（明治31年）4月16日 - 正八位[3]
- 1899年（明治32年）10月31日 - 従七位[4]
- 1916年（大正5年）1月21日 - 従五位[5]
- 1921年（大正10年）1月20日 - 正五位[6]
- 1924年（大正13年）12月27日 - 従四位[7]
- 1928年（昭和3年）6月1日 - 正四位
- 1930年（昭和5年）7月15日 - 従三位

勲章等
- 1906年（明治39年）4月1日 - 功五級金鵄勲章・勲五等双光旭日章・明治三十七八年従軍記章[8]
- 1912年（大正元年）11月21日 – 勲四等瑞宝章[9]
- 1920年（大正9年）11月1日 - 旭日中綬章・大正三年乃至九年戦役従軍記章[10]
- 1921年（大正10年）7月1日 - 第一回国勢調査記念章[11]

## 親族
- 養嗣子 大谷稲穂（海軍大佐）